# Sasakia formosana
Sasakia formosana är en fjärilsart som beskrevs av Shirôzu 1963. Sasakia formosana ingår i släktet Sasakia och familjen praktfjärilar. Inga underarter finns listade i Catalogue of Life.